# زندگی‌های گذشته
زندگی‌های گذشته (انگلیسی: Past Lives) یک فیلم درام عاشقانه به نویسندگی و کارگردانی سلین سونگ است که نخستین کارگردانی او به‌شمار می‌رود. گرتا لی، ته‌او یو و جان ماگارو گروه بازیگران فیلم را تشکیل می‌دهند و داستان آن تجدید دیدار دو دوست دوران کودکی را روایت می‌کند که از هم فاصله گرفته‌اند و در طول ۲۴ سال، دور از یکدیگر زندگی متفاوتی دارند و به ماهیت رابطه‌شان می‌اندیشند. داستان از رویدادهای واقعی زندگی سونگ الهام گرفته و در گونهٔ نیمه-زندگی‌نامه‌ای جای می‌گیرد.
زندگی‌های گذشته در ۲ ژوئن ۲۰۲۳ در ایالات متحده آمریکا توسط ای۲۴ منتشر شد. این فیلم تحسین همگانی منتقدان را به دنبال داشت و از سوی هیئت ملی بازبینی فیلم و انستیتوی فیلم آمریکا، یکی از ۱۰ فیلم برتر سال نام گرفت. این فیلم در مراسم گلدن گلوب نامزد پنج جایزه شامل بهترین فیلم – درام شد و در مراسم اسکار نیز نامزد جایزه‌های بهترین فیلم‌نامهٔ غیراقتباسی و بهترین فیلم شد.

## بازخورد

### بازخورد منتقدان
در وبگاه بازبینی جمعی راتن تومیتوز، ۹۷٪ از ۱۴۵ بررسی منتقدان مثبت است و میانگین امتیاز ۹٫۱/۱۰ را کسب کرد. این مجموعه در متاکریتیک، که از میانگین وزنی استفاده می‌کند، بر اساس نظر ۴۰ منتقد امتیاز ۹۴ از ۱۰۰ را کسب کرده که نشان‌گر «تحسین جهانی» است.

## جوایز
این فیلم در جوایز اسکرین آسیا پاسیفیک ۲۰۲۳، برنده جایزه بهترین کارگردانی شد.

## برای مطالعهٔ بیشتر
- Alexi, Horowitz-Ghazi (2023-06-04). "Past Lives is inspired by filmmaker Celine Song's own experience with a childhood friend". NPR. Retrieved 2023-06-04. (Radio review of the film)
- Dargis, Manohla (2023-06-01). "'Past Lives' Review: Longing for a Future". The New York Times.